# Liste des députés du Calvados
 (mai 2025).
 (mai 2025).

## Circonscriptions
Le Calvados compte actuellement 6 circonscriptions.
- La 1re circonscription est composée des cantons de : Caen-1, Caen-2, Caen-3, Caen-8, Caen-9, Tilly-sur-Seulles.
- La 2e circonscription est composée des cantons de : Caen-4, Caen-5, Caen-6, Caen-7, Caen-10, Troarn.
- La 3e circonscription est composée des cantons de : Bretteville-sur-Laize, Falaise-Nord, Falaise-Sud, Lisieux-2, Livarot, Mézidon-Canon, Cambremer, Morteaux-Coulibœuf, Orbec, Saint-Pierre-sur-Dives et de la commune de Lisieux comprise dans le canton de Lisieux I.
- La 4e circonscription est composée des cantons de : Blangy-le-Château, Merville-Franceville-Plage, Cabourg, Dozulé, Honfleur, Lisieux-1 (moins la commune de Lisieux), Pont-l'Évêque, Trouville-sur-Mer, Ouistreham.
- La 5e circonscription est composée des cantons de : Balleroy, Bayeux, Caumont-l'Éventé, Creully, Douvres-la-Délivrande, Isigny-sur-Mer, Ryes, Trévières.
- La 6e circonscription est composée des cantons de : Aunay-sur-Odon, Le Bény-Bocage, Bourguébus, Condé-sur-Noireau, Évrecy, Saint-Sever-Calvados, Thury-Harcourt, Vassy, Villers-Bocage, Vire.

## VeRépublique

### Dix-septième législature (2024-)
Les députés élus ou réélus le 7 juillet 2024 sont :
| Circonscription           | Député                                                  | Parti | Parti    | Suppléant             | Autre mandat  |
| ------------------------- | ------------------------------------------------------- | ----- | -------- | --------------------- | ------------- |
| Première circonscription  | Joël Bruneau                                            |       | DVD      | Myriam Letellier      | Maire de Caen |
| Deuxième circonscription  | Arthur Delaporte                                        |       | PS       | Élise Cassetto-Gadrat |               |
| Troisième circonscription | Jérémie Patrier-Leitus                                  |       | Horizons | Sandrine Romagné      |               |
| Quatrième circonscription | Christophe Blanchet                                     |       | MoDem    | Évelyne Sophie        |               |
| Cinquième circonscription | Bertrand Bouyx                                          |       | Horizons | David Lemaresquier    |               |
| Sixième circonscription   | Élisabeth Borne puis Freddy Sertin depuis le 24/01/2025 |       | RE       | Freddy Sertin         |               |

### Seizième législature (2022-2024)
Les députés élus ou réélus le 19 juin 2022 sont :
| Circonscription           | Député                                                         | Parti | Parti    | Suppléant            | Autre mandat      |
| ------------------------- | -------------------------------------------------------------- | ----- | -------- | -------------------- | ----------------- |
| Première circonscription  | Fabrice Le Vigoureux                                           |       | REM      | Léonie Angot-Hastain |                   |
| Deuxième circonscription  | Arthur Delaporte                                               |       | PS       | Laurence Dumont      |                   |
| Troisième circonscription | Jérémie Patrier-Leitus                                         |       | Horizons | Sandrine Romagné     |                   |
| Quatrième circonscription | Christophe Blanchet                                            |       | REM      | Audrey Gadenne       |                   |
| Cinquième circonscription | Bertrand Bouyx                                                 |       | REM      | David Lemaresquier   |                   |
| Sixième circonscription   | Élisabeth Borne puis Freddy Sertin du 23/07/2022 au 09/02/2024 |       | REM      | Freddy Sertin        | Première ministre |

### Quinzième législature (2017-2022)
Les députés élus ou réélus le 18 juin 2017 sont :
| Circonscription           | Député                                     | Parti | Parti | Suppléant                  | Autre mandat |
| ------------------------- | ------------------------------------------ | ----- | ----- | -------------------------- | --- |
| Première circonscription  | Fabrice Le Vigoureux                       |       | REM   | Karine Villey-Desmeserets  | |
| Deuxième circonscription  | Laurence Dumont                            |       | PS    | Christian Pielot           | |
| Troisième circonscription | Sébastien Leclerc jusqu'au 28 juillet 2020 |       | LR    | Nathalie Porte             | Maire de Livarot-Pays-d'Auge, vice-président du Conseil départemental du Calvados, élu maire de Lisieux en 2020 |
| Quatrième circonscription | Christophe Blanchet                        |       | REM   | Mélanie Rungette-Lenormand | |
| Cinquième circonscription | Bertrand Bouyx                             |       | REM   | Geneviève Siriser          | |
| Sixième circonscription   | Alain Tourret                              |       | REM   | Elisabeth Mailloux         | Maire de Moult                                                                                                  |

### Quatorzième législature (2012-2017)
Les députés élus ou réélus le 17 juin 2012 sont :
| Circonscription           | Député          | Parti | Parti | Suppléant             | Autre mandat |
| ------------------------- | --------------- | ----- | ----- | --------------------- | --- |
| Première circonscription  | Philippe Duron  |       | PS    | Éric Vève             | Maire de Caen (2008-2014) |
| Deuxième circonscription  | Laurence Dumont |       | PS    | Christian Piélot      | |
| Troisième circonscription | Clotilde Valter |       | PS    | Guy Bailliart         | Conseillère générale de Lisieux-2. Remplacée le 18 juillet 2015 par Guy Bailliart à la suite de sa nomination au gouvernement |
| Quatrième circonscription | Nicole Ameline  |       | UMP   | Christian Cardon      | |
| Cinquième circonscription | Isabelle Attard |       | ND    | Maryvonne Mottin, PRG | |
| Sixième circonscription   | Alain Tourret   |       | PRG   | Annie Bihel, PS       | Maire de Moult et vice-président du Conseil régional de Basse-Normandie                                                       |

### Treizième législature (2007-2012)
Depuis le 20 juin 2007.
Les députés élus ou réélus le 17 juin 2007 sont :
| Circonscription           | Député            | Parti | Parti | Suppléant         | Autre mandat                                       |
| ------------------------- | ----------------- | ----- | ----- | ----------------- | -------------------------------------------------- |
| Première circonscription  | Philippe Duron    |       | PS    | Gilles Déterville | Maire de Caen (2008-2014)                          |
| Deuxième circonscription  | Laurence Dumont   |       | PS    | Emmanuel Renard   |                                                    |
| Troisième circonscription | Claude Leteurtre  |       | NC    | Sébastien Leclerc | Conseiller général du Canton de Falaise-Sud        |
| Quatrième circonscription | Nicole Ameline    |       | UMP   | Christian Cardon  | Conseillère régionale de Basse-Normandie (→ 2010). |
| Cinquième circonscription | Jean-Marc Lefranc |       | UMP   | Laurent Huet      | Conseiller régional de Basse-Normandie             |
| Sixième circonscription   | Jean-Yves Cousin  |       | UMP   | Michèle Maugeais  | Maire de Vire                                      |

### Douzième législature (2002-2007)
Elle se déroule du 19 juin 2002 au 19 juin 2007. 
Les députés élus le 16 juin 2002 sont :
| Circonscription           | Député              | Parti | Parti | Suppléant          | Autre mandat                                                                           |
| ------------------------- | ------------------- | ----- | ----- | ------------------ | -------------------------------------------------------------------------------------- |
| Première circonscription  | Brigitte Le Brethon |       | UMP   | Serge Turpin       | Maire de Caen                                                                          |
| Deuxième circonscription  | Rodolphe Thomas     |       | UDF   | Philippe Lailler   | Maire d'Hérouville-Saint-Clair                                                         |
| Troisième circonscription | Claude Leteurtre    |       | UDF   | Anne-Marie Seguin  | Maire de Falaise                                                                       |
| Quatrième circonscription | Nicole Ameline      |       | UMP   | Yves Boisseau      | Remplacée le 8 juin 2002 par Yves Boisseau à la suite de sa nomination au gouvernement |
| Cinquième circonscription | Jean-Marc Lefranc   |       | UMP   | Françoise Épinette | Conseiller régional de Basse-Normandie                                                 |
| Sixième circonscription   | Jean-Yves Cousin    |       | UMP   | Carmelle Catteau   | Maire de Vire                                                                          |

### Onzième législature (1997-2002)
Elle se déroule du 1er juin 1997 au 18 juin 2002.
| Circonscription           | Député          | Parti | Parti | Suppléant          | Autre mandat                                           |
| ------------------------- | --------------- | ----- | ----- | ------------------ | ------------------------------------------------------ |
| Première circonscription  | Philippe Duron  |       | PS    | Gilles Déterville  | Maire de Louvigny                                      |
| Deuxième circonscription  | Louis Mexandeau |       | PS    | Christian Piélot   | Conseiller régional de Basse-Normandie                 |
| Troisième circonscription | Yvette Roudy    |       | PS    | Alain Catel        | Maire de Lisieux                                       |
| Quatrième circonscription | Nicole Ameline  |       | DL    | Yves Boisseau      | Vice-Présidente du Conseil Régional de Basse-Normandie |
| Cinquième circonscription | Laurence Dumont |       | PS    | Jean-Marc Gilles   | Conseillère régionale de Basse-Normandie (1998-2001)   |
| Sixième circonscription   | Alain Tourret   |       | PRG   | Michel Bourrée, PS | Maire de Moult                                         |

### Dixième législature (1993-1997)
Elle se déroule du 2 avril 1993 au 21 avril 1997. 
| Circonscription           | Député               | Parti | Parti    | Suppléant         | Autre mandat |
| ------------------------- | -------------------- | ----- | -------- | ----------------- | --- |
| Première circonscription  | Francis Saint-Ellier |       | UDF      | Dominique Bannier | Conseiller municipal de Caen |
| Deuxième circonscription  | Louis Mexandeau      |       | PS       | François Geindre  | Conseiller régional de Basse-Normandie |
| Troisième circonscription | André Fanton         |       | RPR      | Alain Catel       | Conseiller général du Canton de Lisieux-3 |
| Quatrième circonscription | Nicole Ameline       |       | DL       | Yves Boisseau     | Remplacée par Yves Boisseau le 19 juin 1995 à la suite de sa nomination au gouvernement Retrouve son poste le 17 décembre 1995 après son départ du gouvernement |
| Cinquième circonscription | François d'Harcourt  |       | UDF      | Gérard Angot      | |
| Sixième circonscription   | René Garrec          |       | UDF-PPDF | Jean-Yves Cousin  | Président du Conseil Régional de Basse-Normandie |

### Neuvième législature (1988-1993)
Elle se déroule du 23 juin 1988 au 1er avril 1993
| Circonscription           | Député               | Parti | Parti  | Suppléant            | Autre mandat                                                                                                 |
| ------------------------- | -------------------- | ----- | ------ | -------------------- | --- |
| Première circonscription  | Francis Saint-Ellier |       | UDF    | Guy Imhof            | Conseiller municipal de Caen                                                                                 |
| Deuxième circonscription  | Louis Mexandeau      |       | PS     | Mme Dominique Robert | Conseiller régional de Basse-Normandie                                                                       |
| Troisième circonscription | Yvette Roudy         |       | PS     | Philippe Vacher      | Maire de Lisieux                                                                                             |
| Quatrième circonscription | Michel d'Ornano      |       | UDF-PR | Nicole Ameline       | Président du Conseil général du Calvados Remplacé le 9 mars 1991 par Nicole Ameline à la suite de son décès. |
| Cinquième circonscription | François d'Harcourt  |       | UDF    | Aristide Cagniard    | |
| Sixième circonscription   | René Garrec          |       | UDF-PR | Guy Galopin          | Président du Conseil Régional de Basse-Normandie                                                             |

### Huitième Législature (1986-1988)
Elle se déroule  du 2 avril 1986 au 14 mai 1988.
Députés élus au scrutin proportionnel plurinominal par département
| Liste   | Député               | Parti | Parti  | Suppléant        | Autre mandat                                                 |
| ------- | -------------------- | ----- | ------ | ---------------- | ------------------------------------------------------------ |
| RPR-UDF | Michel d'Ornano      |       | UDF    | pas de suppléant | Président du Conseil général du Calvados                     |
| RPR-UDF | André Fanton         |       | RPR    | pas de suppléant | Conseiller général Canton de Lisieux-3                       |
| PS      | André Ledran         |       | PS     | pas de suppléant | Maire d'Ouistreham Conseiller général du canton d'Ouistreham |
| PS      | Louis Mexandeau      |       | PS     | pas de suppléant |                                                              |
| PS      | Yvette Roudy         |       | PS     | pas de suppléant | Maire de Lisieux                                             |
| RPR-UDF | Francis Saint-Ellier |       | UDF-PR | pas de suppléant |                                                              |

### Septième Législature (1981-1986)
Elle se déroule du 2 juillet 1981 au 1er avril 1986. 
| Circonscription           | Député              | Parti | Parti | Suppléant          | Autre mandat                                                                               |
| ------------------------- | ------------------- | ----- | ----- | ------------------ | ------------------------------------------------------------------------------------------ |
| Première circonscription  | Louis Mexandeau     |       | PS    | Éliane Provost     | Remplacé le 25 juillet 1981 par Éliane Provost à la suite de sa nomination au gouvernement |
| Deuxième circonscription  | Henry Delisle       |       | PS    | Gilbert Dehais     | Démissionne le 21 février 1986                                                             |
| Troisième circonscription | Michel d'Ornano     |       | UDF   | Jacques Richomme   | Président du Conseil général du Calvados                                                   |
| Quatrième circonscription | François d'Harcourt |       | UDF   | Jean-Jacques Marie |                                                                                            |
| Cinquième circonscription | Olivier Stirn       |       | UDF   | Antoine Lepeltier  | Maire de Vire                                                                              |

### Sixième Législature (1978-1981)
Elle se déroule du 3 avril 1978 au 22 mai 1981.
| Circonscription           | Député              | Parti | Parti | Suppléant         | Autre mandat                                                                                           |
| ------------------------- | ------------------- | ----- | ----- | ----------------- | --- |
| Première circonscription  | Louis Mexandeau     |       | PS    | Pierrette Jaffré  | |
| Deuxième circonscription  | Robert Bisson       |       | RPR   | Jean Lair         | Président du Conseil général du Calvados (Canton de Lisieux-2) (→ 1979)                                |
| Troisième circonscription | Michel d'Ornano     |       | UDF   | Jacques Richomme  | Remplacé le 7 mai 1978 par Jacques Richomme à la suite de sa nomination au gouvernement                |
| Quatrième circonscription | François d'Harcourt |       | CNIP  | Mme Camille Huet  | |
| Cinquième circonscription | Olivier Stirn       |       | UDF   | Antoine Lepeltier | Maire de Vire Remplacé le 8 mai 1978 par Antoine Lepeltier à la suite de sa nomination au gouvernement |

### Cinquième Législature (1973-1978)
Elle se déroule du 2 avril 1973 au 2 avril 1978.
| Circonscription           | Député              | Parti | Parti | Suppléant              | Autre mandat                                                                                          |
| ------------------------- | ------------------- | ----- | ----- | ---------------------- | --- |
| Première circonscription  | Louis Mexandeau     |       | PS    | Daniel Wimart-Rousseau | |
| Deuxième circonscription  | Robert Bisson       |       | UDR   | Maurice Simon          | Maire de Lisieux (→ 1977) Président du Conseil général du Calvados (Canton de Lisieux-2)              |
| Troisième circonscription | Michel d'Ornano     |       | RI    | Jacques Richomme       | Remplacé le 30 juin 1974 par Jacques Richomme à la suite de sa nomination au gouvernement             |
| Quatrième circonscription | François d'Harcourt |       | UDR   | Mme Camille Huet       | |
| Cinquième circonscription | Olivier Stirn       |       | UDR   | Charles Malouin        | Maire de Vire Remplacé le 14 mai 1973 par Charles Malouin à la suite de sa nomination au gouvernement |

### Quatrième Législature (1968-1973)
Elle se déroule du 11 juillet 1968 au 1er avril 1973. 
| Circonscription           | Député              | Parti | Parti | Suppléant        | Autre mandat                                                                                       |
| ------------------------- | ------------------- | ----- | ----- | ---------------- | -------------------------------------------------------------------------------------------------- |
| Première circonscription  | Henri-François Buot |       | UDR   | Lucien Nelle     | Conseiller général du Canton de Caen-Est                                                           |
| Deuxième circonscription  | Robert Bisson       |       | UDR   | Maurice Simon    | Maire de Lisieux Président du Conseil général du Calvados (Canton de Lisieux-2) (à partir de 1971) |
| Troisième circonscription | Michel d'Ornano     |       | RI    | Jacques Richomme | |
| Quatrième circonscription | Raymond Triboulet   |       | UDR   | Alain Lecornu    | |
| Cinquième circonscription | Olivier Stirn       |       | UDR   | Victor Bertrand  | Maire de Vire                                                                                      |

### Troisième Législature (1967-1968)
Elle se déroule du 3 avril 1967 au 30 mai 1968. 
| Circonscription           | Député              | Parti | Parti | Suppléant        | Autre mandat                                                             |
| ------------------------- | ------------------- | ----- | ----- | ---------------- | ------------------------------------------------------------------------ |
| Première circonscription  | Henri-François Buot |       | UD-Ve | André Vermeulen  | Conseiller général du Canton de Caen-Est                                 |
| Deuxième circonscription  | Robert Bisson       |       | UD-Ve | Maurice Simon    | Maire de Lisieux (→ 1977) Conseiller général du Canton de Lisieux-2)     |
| Troisième circonscription | Michel d'Ornano     |       | RI    | Jacques Richomme |                                                                          |
| Quatrième circonscription | Raymond Triboulet   |       | UDR   | Alain Lecornu    |                                                                          |
| Cinquième circonscription | Marcel Restout      |       | DVD   | Raymond Monard   | Maire de Beaumesnil Conseiller général du Canton de Saint-Sever-Calvados |

### Deuxième Législature (1962-1967)
Elle se déroule du 6 décembre 1962 au 2 avril 1967. 
| Circonscription           | Député              | Parti | Parti   | Suppléant       | Autre mandat                                                                             |
| ------------------------- | ------------------- | ----- | ------- | --------------- | ---------------------------------------------------------------------------------------- |
| Première circonscription  | Henri-François Buot |       | UNR-UDT | André Vermeulen |                                                                                          |
| Deuxième circonscription  | Robert Bisson       |       | UNR-UDT | Maurice Simon   | Maire de Lisieux Conseiller général du Canton de Lisieux-2)                              |
| Troisième circonscription | Edmond Duchesne     |       | RI      | André Plantain  | Remplacé par André Plantain le 22 février 1966 à la suite de son décès                   |
| Quatrième circonscription | Raymond Triboulet   |       | UNR-UDT | Alain Lecornu   | Remplacé par Alain Lecornu le 7 janvier 1963 à la suite de sa nomination au gouvernement |
| Cinquième circonscription | André Halbout       |       | UNR-UDT | Jean Lévêque    |                                                                                          |

### Première Législature (1958 - 1962)
Elle se déroule du  9 décembre 1958 au 9 octobre 1962.
| Circonscription           | Député                 | Parti | Parti | Suppléant           | Autre mandat                                                                                  |
| ------------------------- | ---------------------- | ----- | ----- | ------------------- | --------------------------------------------------------------------------------------------- |
| Première circonscription  | Henri-François Buot    |       | UNR   | Marcel Dudet        | Maire adjoint de Caen                                                                         |
| Deuxième circonscription  | Robert Bisson          |       | UNR   | Maurice Simon       | Maire de Lisieux, Conseiller général du Canton de Lisieux-2                                   |
| Troisième circonscription | Edmond Duchesne        |       | DVD   | Charles Lainé       |                                                                                               |
| Quatrième circonscription | Raymond Triboulet      |       | UNR   | Emmanuel Villedieu  | Remplacé par Emmanuel Villedieu le 9 février 1959 à la suite de sa nomination au gouvernement |
| Cinquième circonscription | Jacques Le Roy Ladurie |       | CNI   | Bertrand Le Chevrel |                                                                                               |

## IVeRépublique

### Troisième législature (1956 - 1958)
Elle se déroule du 19 janvier 1956 au 8 décembre 1958.
- Joseph Laniel (Union des Indépendants, des Paysans et des Républicains nationaux)
- Jean-Marie Louvel  (MRP)
- Charles Margueritte (SFIO)
- Raymond Triboulet  (RPF)
- André Lenormand  (Parti communiste)

### Deuxième législature (1951 - 1955)
Elle se déroule du 5 juillet 1951 au 1er décembre 1955.
- Joseph Laniel (Union des Indépendants, des Paysans et des Républicains nationaux)
- Jacques Le Roy Ladurie (Union des nationaux indépendants et républicains )
- Jean-Marie Louvel  (MRP)
- Raymond Triboulet (RPF)
- André Lenormand  (Parti communiste)

### Première législature (1946 - 1951)
Elle se déroule du 28 novembre 1946 au 4 juillet 1951. Le mode de scrutin est la représentation proportionnelle suivant la règle de la plus forte moyenne dans le département.
- Joseph Laniel (Entente républicaine et gaulliste)
- Raymond Triboulet  (Entente républicaine et gaulliste)
- Philippe Livry-Level (MRP)
- Jean-Marie Louvel  (MRP)
- André Lenormand (Parti communiste)

### Assemblée nationale constituante (1946)
- Georges Lemarchand (MRP)
- Philippe Livry-Level (MRP)
- Jean-Marie Louvel  (MRP)
- Joseph Laniel (Concorde républicaine )

## IIIeRépublique

### Seizième législature (1936 - 1940)
Elle se déroule du 1er juin 1936 au 31 mai 1942. Quelques semaines après son élection, Camille Cautru remplace Henry Chéron au sénat, il est remplacé par Jules Radulph lors d'une élection partielle les 18 et 25 octobre 1936. Henri Provost de la Fardinière décède le 28 février 1937, son remplaçant est Jean Goy, le président de l'union nationale des combattants. Mais son élection est invalidée le 31 mai 1938 mais lors de la nouvelle élection, il conserve son siège. Seul un député, Camille Blaisot ne prend pas part au vote donnant les pleins pouvoir à Laval alors que les six autres députés votent favorablement.
| Circonscription | Député                                  | Parti | Vote le 10 juillet 1940 |
| --------------- | --------------------------------------- | --- | ----------------------- |
| Caen 1          | Camille Blaisot                         | Union républicaine démocratique                                                                                      | Non votant              |
| Caen 2          | Maurice Delaunay                        | Indépendant de Droite (non-inscrit)                                                                                  | Pour                    |
| Lisieux         | Joseph Laniel                           | Indépendant (Groupe de l'Alliance des républicains de gauche et des radicaux indépendants)                           | Pour                    |
| Falaise         | Henri Provost de la Fardinière Jean Goy | - Union républicaine démocratique - Républicain national (Groupe de la Gauche démocratique radicale et indépendante) | Pour                    |
| Pont-l'Évêque   | Pierre Duchesne-Fournet                 | Républicain modéré (Groupe de l'Alliance des républicains de gauche et des radicaux indépendants)                    | Pour                    |
| Bayeux          | François-Charles d'Harcourt             | Union républicaine démocratique                                                                                      | Pour                    |
| Vire            | Camille Cautru Jules Radulph            | - Union républicaine démocratique - Indépendant                                                                      | Pour                    |

### Quinzième législature (1932 - 1936)
Elle se déroule du 1er juin 1932 au 31 mai 1936.
| Circonscription | Député                      | Parti                            | Parti |
| --------------- | --------------------------- | -------------------------------- | ----- |
| Caen 1          | Camille Blaisot             | Fédération républicaine          |       |
| Caen 2          | Fernand Engerand            | Républicain et social            |       |
| Lisieux         | Joseph Laniel               | Indépendant (Centre républicain) |       |
| Falaise         | Richard Prentout            | Gauche indépendante              |       |
| Pont-l'Évêque   | Pierre Duchesne-Fournet     | Non-inscrit (Républicain modéré) |       |
| Bayeux          | François-Charles d'Harcourt | Indépendant (Droite)             |       |
| Vire            | Camille Cautru              | Républicain et social            |       |

### Quatorzième législature (1928 - 1932)
Les élections législatives furent au scrutin d'arrondissement majoritaire à deux tours de 1928 à 1936.
Elle se déroule du 1er juin 1928 au 31 mai 1932. La circonscription de Falaise est provisoirement supprimée pour cette élection et intégrée au sein de Caen 1 et 2. À la mort de François Gérard, François-Charles d'Harcourt lui succède après une élection partielle le 21 avril 1929 .
| Circonscription | Député                                                                             | Parti                                                 | Parti |
| --------------- | ---------------------------------------------------------------------------------- | ----------------------------------------------------- | ----- |
| Caen 1          | Camille Blaisot                                                                    | Union républicaine démocratique                       |       |
| Caen 2          | Fernand Engerand                                                                   | Union républicaine démocratique                       |       |
| Lisieux         | Henri Laniel                                                                       | Union républicaine démocratique                       |       |
| Pont-l'Évêque   | Ernest Flandin                                                                     | Union républicaine démocratique                       |       |
| Bayeux          | François Gérard décédé le 20.02.1929 François-Charles d'Harcourt élu le 21.04.1929 | Union républicaine démocratique Indépendant de Droite |       |
| Vire            | Camille Cautru                                                                     | Union républicaine démocratique                       |       |

Source : Élections législatives 22-29 avril 1928 de Georges Lachapelle - https://gallica.bnf.fr/ark:/12148/bpt6k320439r.texteImage#

### Treizième législature (1924 - 1928)
Les élections législatives de 1924 furent organisées au scrutin proportionnel de liste. Elles marquèrent au niveau national national la victoire du "Cartel des gauches".
La législature se déroule du 1er juin 1924 au 31 mai 1928. L'élection se fait au scrutin de liste départementale mais cette fois ci avec une seule circonscription. Les députés sortants sont sûrs d'être réélus et Charles d'Harcourt accepte de ne pas être sur la liste.
| Circonscription | Député                                                                                      | Liste                                | Liste |
| --------------- | ------------------------------------------------------------------------------------------- | ------------------------------------ | ----- |
| Calvados        | Camille Blaisot Camille Cautru Fernand Engerand Ernest Flandin François Gérard Henri Laniel | Liste d'union nationale républicaine |       |

Source : Barodet sur le site de l'Assemblée Nationale - https://bibnum.sciencespo.fr/s/catalogue/ark:/46513/sc16m1m0#?c=&m=&s=&cv=

### Douzième législature (1919 - 1924)
Les élections législatives de 1919 furent organisées au scrutin proportionnel de liste. Elles marquèrent au niveau national la victoire du "Bloc national" de centre-droit.
Elles se déroulent du 8 décembre 1919 au 31 mai 1924. Le scrutin se fait par liste départementale, le département est divisé en deux circonscriptions : la première comportant les arrondissements de Bayeux, Caen et Pont-l'évêque et la seconde comprenant les arrondissements de Falaise, Lisieux et Vire. La liste d'union nationale républicaine remporte les deux circonscriptions.
| Circonscription     | Député                                                          | Liste                                | Liste |
| ------------------- | --------------------------------------------------------------- | ------------------------------------ | ----- |
| 1re circonscription | Camille Blaisot Fernand Engerand Ernest Flandin François Gérard | liste d'union nationale républicaine |       |
| 2e circonscription  | Camille Cautru Charles d'Harcourt Henri Laniel                  | liste d'union nationale républicaine |       |

Source : Barodet sur le site de l'Assemblée Nationale - https://bibnum.sciencespo.fr/s/catalogue/ark:/46513/sc16m2kz#?c=&m=&s=&cv=

### Onzième législature (1914 - 1919)
Elle se déroule du 1er juin 1914 au 7 décembre 1919. Sauf dans la première circonscription de Caen, les députés sortants sont réélus.
| Circonscription | Député           | Parti                                  | Parti |
| --------------- | ---------------- | -------------------------------------- | ----- |
| Caen 1          | Camille Blaisot  | républicain libéral (non-inscrit)      |       |
| Caen 2          | Fernand Engerand | plébiscitaire (Action libérale)        |       |
| Falaise         | Joseph Le Cherpy | républicain de gauche (modéré)         |       |
| Lisieux         | Henri Laniel     | progressiste (Fédération républicaine) |       |
| Pont-l'Évêque   | Ernest Flandin   | plébiscitaire (non-inscrit)            |       |
| Bayeux          | Maurice Gérard   | conservateur (droites)                 |       |
| Vire            | Jules Delafosse  | plébiscitaire (non-inscrit)*           |       |

- Décédé le 31 janvier 1916, non remplacé.

Sources : Journal Le Temps du 28 avril et du 12 mai 1914 sur Gallica - ,.

### Dixième législature (1910 - 1914)
Elle se déroule du 1er juin 1910  au 31 mai 1914. Tous les députés sortants sont réélus.
| Circonscription | Député           | Parti                                                | Parti |
| --------------- | ---------------- | ---------------------------------------------------- | ----- |
| Caen 1          | Henry Chéron*    | Groupe Gauche radicale                               |       |
| Caen 2          | Fernand Engerand | plébiscitaire, groupe des Républicains progressistes |       |
| Falaise         | Joseph Le Cherpy | républicain de gauche, groupe Gauche démocratique    |       |
| Lisieux         | Henri Laniel     | Républicain progressiste                             |       |
| Pont-l'Évêque   | Ernest Flandin   | plébiscitaire, groupe des républicains progressistes |       |
| Bayeux          | Maurice Gérard   | conservateur, groupe des Droites                     |       |
| Vire            | Jules Delafosse  | plébiscitaire, groupe Action libérale                |       |

- Elu sénateur en 1913, non remplacé

Sources : Journal Le Temps du 24 avril et du 8 mai 1910 sur Gallica - ,.

### Neuvième législature (1906  - 1910)
Elle se déroule du 1er juin 1906 au 31 mai 1910. En août 1907, Charles-Ernest Paulmier décède, lors de l'élection partielle du 1er novembre 1907, c'est le républicain de gauche Joseph Le Cherpy qui lui succède.
| Circonscription | Député                                   | Parti                                     | Parti |
| --------------- | ---------------------------------------- | ----------------------------------------- | ----- |
| Caen 1          | Henry Chéron                             | radical                                   |       |
| Caen 2          | Fernand Engerand                         | nationaliste                              |       |
| Falaise         | Charles-Ernest Paulmier Joseph Le Cherpy | républicain libéral républicain de gauche |       |
| Lisieux         | Henri Laniel                             | républicain libéral                       |       |
| Pont-l'Évêque   | Ernest Flandin                           | nationaliste                              |       |
| Bayeux          | Baron Maurice Gérard                     | monarchiste                               |       |
| Vire            | Jules Delafosse                          | nationaliste                              |       |

Sources : Journal Le Temps du 6 et du 22 mai 1906 sur Gallica - ,.

### Huitième législature (1902 - 1906)
Elle se déroule du 1er juin 1902 au 31 mai 1906. Ces élections voient l'arrivée en force des nationalistes soutenue par la ligue de la patrie française qui raflent 5 sièges sur 9.
| Circonscription | Député                  | Parti               | Parti |
| --------------- | ----------------------- | ------------------- | ----- |
| Caen 1          | Paul Delarbre           | nationaliste        |       |
| Caen 2          | Fernand Engerand        | nationaliste        |       |
| Falaise         | Charles-Ernest Paulmier | nationaliste        |       |
| Lisieux         | Henri Laniel            | républicain libéral |       |
| Pont-l'Évêque   | Ernest Flandin          | nationaliste        |       |
| Bayeux          | Baron Maurice Gérard    | monarchiste         |       |
| Vire            | Jules Delafosse         | nationaliste        |       |

Source : journal Le Temps du 29 avril et du 13 mai 1902 sur Gallica,.

### Septième législature (1898 - 1902)
Elle se déroule du 1er juin 1898 au 31 mai 1902. Mis à part dans la circonscription de Vire, tous les députés sortants sont réélus.
| Circonscription | Député                        | Parti               | Parti |
| --------------- | ----------------------------- | ------------------- | ----- |
| Caen 1          | Georges Lebret                | républicain         |       |
| Caen 2          | Louis Doynel de Saint-Quentin | conservateur rallié |       |
| Falaise         | Charles-Ernest Paulmier       | bonapartiste        |       |
| Lisieux         | Henri Laniel                  | conservateur rallié |       |
| Pont-l'Évêque   | Conrad de Witt                | monarchiste         |       |
| Bayeux          | Henri Gérard                  | monarchiste         |       |
| Vire            | Émile Chenel                  | républicain         |       |

Source : journal Le Temps du 10 mai et du 24 mai 1898 sur Gallica,.

### Sixième législature (1893 - 1898)
Elle se déroule du 15 octobre 1893 au 31 mai 1898. Les républicains dont le maire de Caen récupèrent deux sièges face aux conservateurs. Mais Henri Legoux-Longpré décède en 1894 et Louis Doynel de Saint-Quentin - un conservateur rallié à la République- le remplace lors de l'élection partielle du 7 octobre 1894. À l'automne 1895, le comte de Colbert-Laplace annonce qu'il quitte sa fonction pour des raisons de santé, l'élection du 12 janvier 1896 permet à Henri Laniel de lui succéder .
| Circonscription | Député                                             | Parti                            | Parti |
| --------------- | -------------------------------------------------- | -------------------------------- | ----- |
| Caen 1          | Georges Lebret                                     | républicain                      |       |
| Caen 2          | Henri Legoux-Longpré Louis Doynel de Saint-Quentin | républicain conservateur rallié  |       |
| Falaise         | Charles-Ernest Paulmier                            | bonapartiste                     |       |
| Lisieux         | Pierre-Louis de Colbert-Laplace Henri Laniel       | bonapartiste conservateur rallié |       |
| Pont-l'Évêque   | Conrad de Witt                                     | monarchiste                      |       |
| Bayeux          | Henri Gérard                                       | monarchiste                      |       |
| Vire            | Jules Delafosse                                    | bonapartiste                     |       |

### Cinquième législature (1889 - 1893)
Elle se déroule du 12 novembre 1889 au 14 octobre 1893. Cette élection confirme la précédente et les candidats  conservateurs sont tous élus ou réélus.
| Circonscription | Député                          | Parti        | Parti |
| --------------- | ------------------------------- | ------------ | ----- |
| Caen 1          | Auguste Engerand                | bonapartiste |       |
| Caen 2          | Gontran de Cornulier            | monarchiste  |       |
| Falaise         | Charles-Ernest Paulmier         | bonapartiste |       |
| Lisieux         | Pierre-Louis de Colbert-Laplace | bonapartiste |       |
| Pont-l'Évêque   | Conrad de Witt                  | monarchiste  |       |
| Bayeux          | Henri Gérard                    | monarchiste  |       |
| Vire            | Jules Delafosse                 | bonapartiste |       |

Source : journal Le Temps du 24 septembre et du 8 octobre 1889 sur Gallica,.

### Quatrième législature (1885 - 1889)
Elle se déroule du 10 novembre 1885 au 11 novembre 1889. L'élection se fait par scrutin de liste ; c'est la liste conservatrice qui l'emporte sur celle des républicains.
- Pierre-Louis de Colbert-Laplace
- Gontran de Cornulier
- Jules Delafosse
- Désiré Desloges
- Henri Gérard
- Charles-Ernest Paulmier
- Conrad de Witt

### Troisième législature (1881 - 1885)
Elle se déroule du 28 octobre 1881 au 9 novembre 1885. Les républicains reprennent la majorité des sièges perdus lors de la précédente élection.
| Circonscription | Député                          | Parti        | Parti |
| --------------- | ------------------------------- | ------------ | ----- |
| Caen 1          | Edmond Henry                    | républicain  |       |
| Caen 2          | Émile Mauger                    | républicain  |       |
| Falaise         | Jérôme Esnault                  | républicain  |       |
| Lisieux         | Pierre-Louis de Colbert-Laplace | bonapartiste |       |
| Pont-l'Évêque   | Paul Duchesne-Fournet           | républicain  |       |
| Bayeux          | Henri Gérard                    | monarchiste  |       |
| Vire            | Jules Delafosse                 | bonapartiste |       |

### Deuxième législature (1877 - 1881)
Elle se déroule du 7 novembre 1877 au 27 octobre 1881. Les grands perdants de cette élection sont les républicains qui perdent tous leurs sièges. Les grands gagnants sont les bonapartistes avec 5 sièges sur 7. Louis Joret-Desclosières décède le 15 mars 1878, il est remplacé par Désiré Desloges le 5 mai 1878. Dans la circonscription de Vire, le sortant Arsène Picard conteste l'élection. Une nouvelle est organisée le 7 juillet 1878 et Jules Delafosse est confirmé à son siège.
| Circonscription | Député                                   | Parti                     | Parti |
| --------------- | ---------------------------------------- | ------------------------- | ----- |
| Caen 1          | Raymond Leforestier de Vendeuvre         | légitimiste               |       |
| Caen 2          | Louis Joret-Desclosières Désiré Desloges | bonapartiste conservateur |       |
| Falaise         | Charles d'Harcourt                       | orléaniste                |       |
| Pont-l'Évêque   | Anatole Flandin                          | bonapartiste              |       |
| Lisieux         | Pierre-Louis de Colbert-Laplace          | bonapartiste              |       |
| Bayeux          | Auguste Le Provost de Launay             | bonapartiste              |       |
| Vire            | Jules Delafosse                          | bonapartiste              |       |

### Première législature (1876 - 1877)
Elle se déroule du 8 mars 1876 au 25 juin 1877. À l'occasion de cette élection, le Calvados est divisé en 7 circonscriptions : Bayeux, Falaise, Vire, Lisieux, Pont-l'Évêque et Caen (2 circonscriptions). Les républicains remportent les élections avec 3 députés. Lors de la crise du 16 mai 1877, 3 députés font partie du groupe des « 363 » (Houyvet, Picard et  Pillet Desjardins) qui met en minorité le duc de Broglie et provoque de nouvelles élections.
| Circonscription | Député                          | Parti        | Parti |
| --------------- | ------------------------------- | ------------ | ----- |
| Caen 1          | Charles Houyvet                 | républicain  |       |
| Caen 2          | Albert Delacour                 | orléaniste   |       |
| Falaise         | Charles d'Harcourt              | orléaniste   |       |
| Pont-l'Évêque   | Anatole Flandin                 | bonapartiste |       |
| Lisieux         | Pierre-Louis de Colbert-Laplace | bonapartiste |       |
| Bayeux          | Lucien Pillet Desjardins        | républicain  |       |
| Vire            | Arsène Picard                   | républicain  |       |

### Assemblée nationale(1871 - 1876)
Elle se déroule du 12 février 1871 au 7 mars 1876. Le scrutin se fait par une liste départementale et avec un seul tour. 9 sièges sont à pourvoir. La campagne électorale est très courte, ce qui explique en partie l'abstention : 38 %. Les Orléanistes obtiennent 7 des 9 sièges. Une élection partielle a lieu le 20 octobre 1872 après le décès d'Albert de Balleroy. Philippe Paris l'emporte. Mais ce dernier décède en février 1874 et c'est un bonapartiste, Auguste Le Provost de Launay qui récupère le siège le 16 août 1874.
- Albert de Balleroy (légitimiste), décédé le 19 août 1872, puis Philippe Paris (républicain), décédé le 20 février 1874, puis Auguste Le Provost de Launay (bonapartiste)
- Édouard Bocher (orléaniste)
- Charles d'Harcourt (orléaniste)
- Denis-Albert Delacour (orléaniste)
- Louis de Saint-Pierre (orléaniste)
- Cornélis Henri de Witt (orléaniste)
- Charles-Alfred Bertauld (orléaniste)
- Achille Delorme (républicain)
- Paul-Louis Target (orléaniste)

## Second Empire

### Quatrième législature (1869 - 1870)
La législature se déroule du 28 juin 1869 au 9 avril 1870.
| Circonscription | Député                               | Parti               | Parti |
| --------------- | ------------------------------------ | ------------------- | ----- |
| 1re             | Henri-Gabriel Lebègue de Germiny     | centre droit        |       |
| 2e              | Alexandre Douesnel-Dubosq            | centre droit        |       |
| 3e              | Napoléon-Joseph de Colbert-Chabanais | majorité dynastique |       |
| 4e              | Charles-Pierre-Paul Paulmier         | centre droit        |       |

### Troisième législature (1863 - 1869)
La législature se déroule du 5 novembre 1863 au 27 avril 1869.
| Circonscription | Député                                                                     | Parti               | Parti |
| --------------- | -------------------------------------------------------------------------- | ------------------- | ----- |
| 1re             | François-Gabriel Bertrand                                                  | tiers parti         |       |
| 2e              | Alexandre Douesnel-Dubosq                                                  | majorité dynastique |       |
| 3e              | Napoléon-Joseph de Colbert-Chabanais                                       | majorité dynastique |       |
| 4e              | Hervé de Caulaincourt (1863-1865) Charles-Pierre-Paul Paulmier (1865-1869) | majorité dynastique |       |

### Deuxième législature (1857 - 1863)
La législature se déroule du 28 novembre 1857 au 4 novembre 1863.
| Circonscription | Député                                                                    | Parti               | Parti |
| --------------- | ------------------------------------------------------------------------- | ------------------- | ----- |
| 1re             | Abel Vautier                                                              | majorité dynastique |       |
| 2e              | Charles d'Houtetot (1857-1859) Alexandre Douesnel-Dubosq (1859-1863)      | majorité dynastique |       |
| 3e              | Amédée Renée (1857-1859) Napoléon-Joseph de Colbert-Chabanais (1860-1863) | majorité dynastique |       |
| 4e              | Hervé de Caulaincourt                                                     | majorité dynastique |       |

### Première législature (1852 - 1857)
La législature se déroule du 29 mars 1852 au 27 octobre 1857. Le redécoupage électoral de 1852  réduit à 4 le nombre de circonscriptions, l'équivalent d'un député pour 35 000 électeurs. 
La 1re circonscription comprend les cantons de Bourguébus, Caen, Douvres-la-Délivrande, Évrecy, Troarn, Bretteville-sur-Laize et Mézidon.
La 2e comprend les arrondissements de Bayeux, Creully, Tilly-sur-Seulles et Villers-Bocage.
La 3e comprend ceux de Lisieux, Livarot, Orbec, Saint-Pierre-sur-Dives et Pont-l'Évêque.
La 4e comprend ceux de Falaise et Vire.
| Circonscription | Député                | Parti               | Parti |
| --------------- | --------------------- | ------------------- | ----- |
| 1re             | Abel Vautier          | majorité dynastique |       |
| 2e              | Charles d'Houtetot    | majorité dynastique |       |
| 3e              | Pierre Leroy-Beaulieu | majorité dynastique |       |
| 4e              | Hervé de Caulaincourt | majorité dynastique |       |

## IIe République

### Assemblée législative
Elle fonctionne du 2 mai 1849 jusqu'au coup d’État du 2 décembre 1851. Le Calvados élit 10 députés pour cette assemblée.
- Charles-Pierre-Paul Paulmier (1) (monarchiste)
- Pierre Thomine-Desmazures (2) (droite)
- Jacques Cordier (3) (droite)
- Édouard Bocher (4) (droite)
- Alexandre Douesnel-Dubosq (5) (centre)
- Frédéric Christophe d'Houdetot (6) (droite)
- Armand Deslongrais (7) (remplacé par Pierre Leroy-Beaulieu)
- Raoul des Rotours de Chaulieu (8) (droite)
- Alfred Rioult de Neuville (9) (droite)
- Hervé de Caulaincourt (10) (droite)

### Assemblée nationale constituante
Le Calvados élit 12 députés pour cette assemblée.
- Armand Deslongrais  (1) droite
- Joseph Bellencontre (2) Cavaignac
- Louis Le Barillier (3) gauche
- Pierre Demortreux (4) gauche
- Jean-Charles Besnard (5) droite
- François Durand (6) républicain modéré puis Pierre Thomine-Desmazures droite
- Auguste Marie (7) gauche
- Alexandre Douesnel-Dubosq (8) centre
- Félix Person (9) gauche modéré)
- Jacques Desclais (10) républicain modéré
- Pierre Hervieu (11) droite
- Jean Lemonnier (12) montagne

## Monarchie de Juillet

### Septième législature (1846 - 1848)
Elle se déroule du 17 août 1846 au 24 février 1848.
| Circonscription     | Député                       | Parti                    | Parti |
| ------------------- | ---------------------------- | ------------------------ | ----- |
| 1re circonscription | Abel Vautier                 | majorité guizotiste      |       |
| 2e circonscription  | Alexandre Delacour           | majorité ministérielle   |       |
| 3e circonscription  | Charles d'Houtetot           | majorité ministérielle   |       |
| 4e circonscription  | Charles-Pierre-Paul Paulmier |                          |       |
| 5e circonscription  | François Guizot              | majorité gouvernementale |       |
| 6e circonscription  | Armand Deslongrais           | gauche                   |       |
| 7e circonscription  | Jean-Baptiste Thil           | majorité ministérielle   |       |

### Sixième législature (1842 - 1846)
Elle se déroule du 26 juin 1842 au 6 juillet 1846. 
| Circonscription     | Député                             | Parti                    | Parti |
| ------------------- | ---------------------------------- | ------------------------ | ----- |
| 1re circonscription | Arsène Aumont-Thiéville            | extrême gauche           |       |
| 2e circonscription  | Emmanuel Orceau de Fontette        | majorité gouvernementale |       |
| 3e circonscription  | Charles d'Houtetot                 | majorité ministérielle   |       |
| 4e circonscription  | Pierre Laurent Jean-Baptiste David | majorité ministérielle   |       |
| 5e circonscription  | François Guizot                    | majorité gouvernementale |       |
| 6e circonscription  | Armand Deslongrais                 | gauche                   |       |
| 7e circonscription  | Jean-Baptiste Thil                 | majorité ministérielle   |       |

### Cinquième législature (1839 - 1842)
Elle se déroule du 4 avril 1839 au 12 juin 1842. 
| Circonscription     | Député                      | Parti                    | Parti |
| ------------------- | --------------------------- | ------------------------ | ----- |
| 1re circonscription | Arsène Aumont-Thiéville     | extrême gauche           |       |
| 2e circonscription  | Charles de Tilly            | majorité ministérielle   |       |
| 3e circonscription  | Charles Gourdier-Deshameaux | opposition libérale      |       |
| 4e circonscription  | Jacques Édouard Leclerc     | majorité ministérielle   |       |
| 5e circonscription  | François Guizot             | majorité gouvernementale |       |
| 6e circonscription  | Armand Deslongrais          | gauche                   |       |
| 7e circonscription  | Jean-Baptiste Thil          | majorité ministérielle   |       |

### Quatrième législature (1837 - 1839)
Elle se déroule du 18 décembre 1837 au 2 février 1839. 
| Circonscription     | Député                  | Parti                    | Parti |
| ------------------- | ----------------------- | ------------------------ | ----- |
| 1re circonscription | Arsène Aumont-Thiéville | extrême gauche           |       |
| 2e circonscription  | Charles de Tilly        | majorité ministérielle   |       |
| 3e circonscription  | Charles d'Houtetot      | majorité ministérielle   |       |
| 4e circonscription  | Jacques Édouard Leclerc | majorité ministérielle   |       |
| 5e circonscription  | François Guizot         | majorité gouvernementale |       |
| 6e circonscription  | Armand Deslongrais      | gauche                   |       |
| 7e circonscription  | Jean-Baptiste Thil      | centre                   |       |

### Troisième législature (1834 - 1837)
Elle se déroule du 31 juillet 1834 au 3 octobre 1837. 
| Circonscription     | Député                      | Parti                    | Parti |
| ------------------- | --------------------------- | ------------------------ | ----- |
| 1re circonscription | Jacques Chatry Lafosse      | majorité conservatrice   |       |
| 2e circonscription  | Charles de Tilly            | majorité ministérielle   |       |
| 3e circonscription  | Charles Gourdier-Deshameaux | opposition libérale      |       |
| 4e circonscription  | François Fleury             | majorité gouvernementale |       |
| 5e circonscription  | François Guizot             | majorité gouvernementale |       |
| 6e circonscription  | Armand Deslongrais          | gauche                   |       |
| 7e circonscription  | Jean-Baptiste Thil          | centre                   |       |

### Deuxième législature (1831 - 1834)
Elle se déroule du 23 juin 1831 au 25 mai 1834. 
Un redécoupage des circonscriptions est effectué pour cette élection, le département est découpé en 7 circonscriptions :
- 1re : Caen et ses deux cantons
- 2e : l'arrondissement de Caen sans les deux cantons de la ville
- 3e : Bayeux
- 4e : Falaise
- 5e : Lisieux
- 6e : Vire
- 7e : Pont-l’Évêque

| Circonscription     | Député                                                       | Parti                         | Parti |
| ------------------- | ------------------------------------------------------------ | ----------------------------- | ----- |
| 1re circonscription | Jacques Chatry Lafosse                                       | majorité conservatrice        |       |
| 2e circonscription  | Abel Le Creps                                                | majorité ministérielle        |       |
| 3e circonscription  | Alexandre Tardif                                             | majorité gouvernementale      |       |
| 4e circonscription  | François Fleury                                              | majorité gouvernementale      |       |
| 5e circonscription  | François Guizot                                              | majorité gouvernementale      |       |
| 6e circonscription  | Pierre Lenouvel (1831-1834) Armand Deslongrais (1834)        | gauche                        |       |
| 7e circonscription  | Guillaume Thouret (1831-1832) Jean-Baptiste Thil (1832-1834) | majorité ministérielle centre |       |

### Première législature (1830 - 1831)
Elle débute le 29 juillet 1830 et prend fin le 31 mai 1831.
- François Guizot
- François-Anastase Adam de La Pommeraye
- Alexandre Tardif
- Charles de Tilly
- Joseph de Bellemare
- Jacques Édouard Leclerc
- François Fleury

## Seconde Restauration

### Cinquième législature (1830)
Elle se déroule du 23 juin 1830 au 28 juillet 1830.
- François Guizot
- Charles de Tilly
- Joseph de Bellemare
- Jacques Édouard Leclerc
- Alexandre Tardif
- François Fleury

### Quatrième législature (1828 - 1830)
Elle se déroule du 5 février 1828 au 16 mai 1830.
- Joseph de Bellemare   (collège départemental)
- Jacques Édouard Leclerc (collège départemental)
- Aimé Orceau de Fontette   (collège départemental)
- François-Anastase Adam de La Pommeraye  (arrondissement de Caen)
- Louis-Nicolas Vauquelin (1828-1830) puis François Guizot (1830) (arrondissement de Lisieux)
- Alexandre Tardif (arrondissement de Bayeux)
- François Fleury (arrondissement de Falaise)

### Troisième législature (1824 - 1827)
Elle se déroule du 23 mars 1823 au 5 novembre 1827.
- Pierre Bazire  (arrondissement de Falaise)
- Anne Brochet de Vérigny (1824-1825) puis Louis Rioult de Neuville (1825-1827) (arrondissement de Lisieux)
- Jean-Baptiste Daigremont Saint-Manvieux (arrondissement de Caen)
- Alexandre Tardif (arrondissement de Bayeux)
- Vincent-Marie de Vaublanc (collège départemental)
- Joseph de Bellemare (collège départemental)
- Louis de Corday (collège départemental)

### Deuxième législature (1816 - 1823)
Elle se déroule du 4 novembre 1816 au 24 décembre 1823. Avec l'ordonnance du 8 septembre 1816, le département est représenté par trois députés.  Le système électoral est modifié en 1820 et 3 députés élus par le collège départemental (réunissant les « électeurs les plus imposés en nombre égal au quart de la totalité des électeurs du département ») s'ajoutent aux 4 existants  . Les circonscriptions sont modifiées ainsi :
- Caen : arrondissement de Caen plus le canton de Dives-sur-Mer
- Bayeux : arrondissement de Bayeux plus l'arrondissement de Vire moins les cantons de Vassy et de Condé-sur-Noireau
- Falaise : arrondissement de Falaise plus les cantons de Vassy, Condé-sur-Noireau, Mézidon et Saint-Pierre-sur-Dives
- Lisieux : arrondissement de Lisieux moins les cantons de Mézidon et Saint-Pierre-sur-Dives plus l'arrondissement de Pont-l'Évêque amputé du canton de Dives-sur-Mer

#### 1821 - 1823

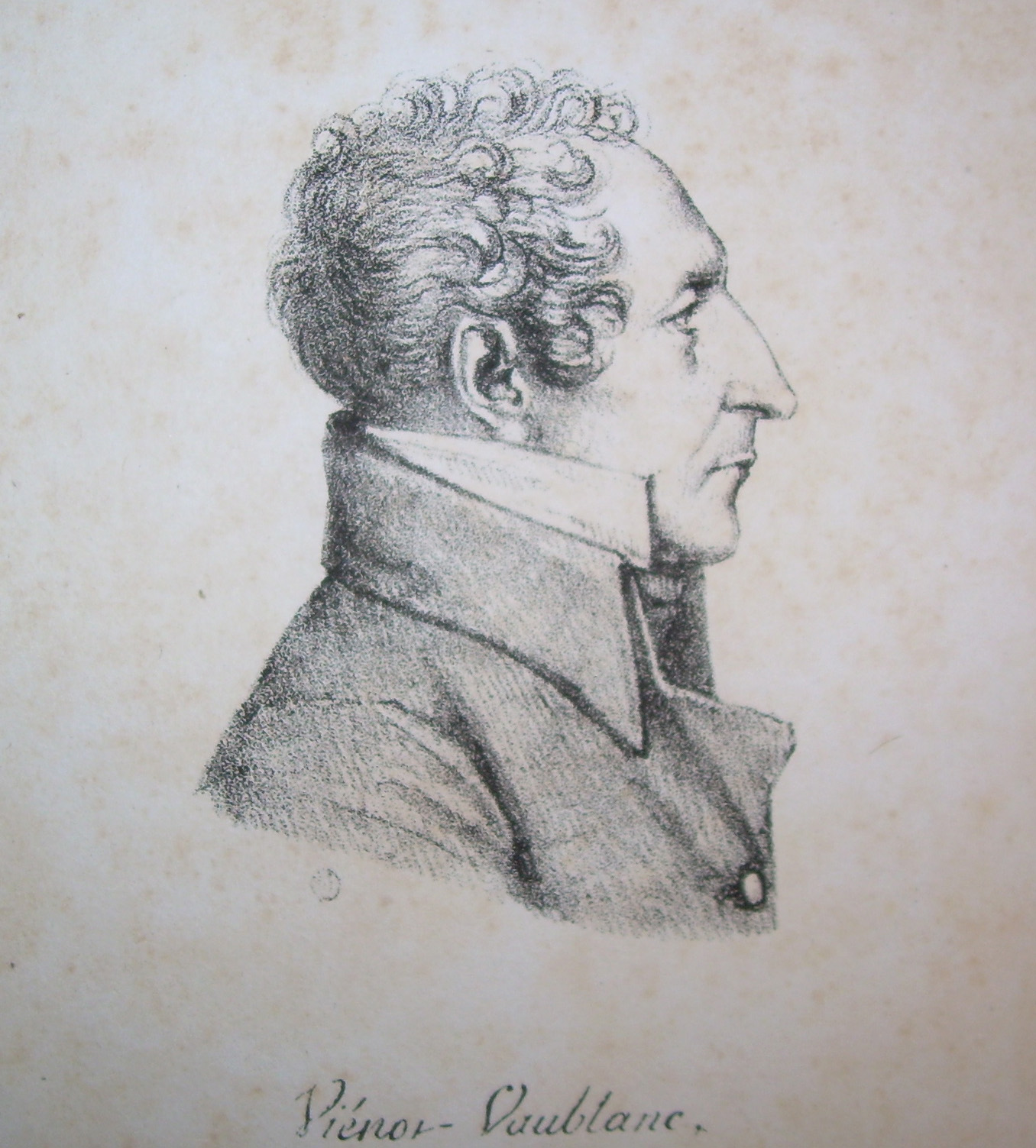
Le comte de Vaublanc, ministre de l'intérieur en 1815-1816 puis député du Calvados de 1820 à 1827

- François-Anastase Adam de La Pommeraye (1821-1823) (arrondissement de Caen)
- Pierre Bazire (1820-1823) (arrondissement de Falaise)
- Anne Brochet de Vérigny (1821-1823) (arrondissement de Lisieux)
- François Héroult de Hottot (1821-1823) puis Eugène Achard de Bonvouloir (1823) (arrondissement de Bayeux)
- Charles Texier d'Hautefeuille   (collège départemental)
- Vincent-Marie de Vaublanc   (collège départemental)
- Louis de Corday  (collège départemental)

#### 1816 - 1821
- Jean-Baptiste Daigremont Saint-Manvieux (1820-1821)
- Louis de Folleville (1816-1820)
- François Héroult de Hottot
- Vincent-Marie de Vaublanc (1820-1821)
- Louis de Corday
- Pierre Bazire (1820-1821)

### Première législature(1815 - 1816)
Elle se déroule du 7 octobre 1815 au 5 septembre 1816. Cette législature introduit la notion de scrutin uninominal. L'élection se fait par un collège électoral départemental.
- Louis de Corday
- Jean-Baptiste Daigremont Saint-Manvieux
- Charles Texier d'Hautefeuille
- Louis de Folleville
- François Héroult de Hottot
- Alexandre Piquet
- Pierre Labbey de la Roque

## Cent-Jours
Les élections ont  lieu les 8 et 22 mai 1815. La législature court du 3 juin 1815 au 13 juillet 1815.
- François Isabel des Parcs (arrondissement de Lisieux)
- Pierre Le Menuet de La Jugannière (arrondissement de Caen)
- Pierre Lenouvel (arrondissement de Vire)
- Philippe Morel (arrondissement de Falaise)
- Pierre Asselin (arrondissement de Lisieux)
- François Leboucher des Longpares (arrondissement de Bayeux)
- Jacques Delaistre de Tilly  (collège départemental)
- Pierre Flaust (collège départemental)
- Pierre Hubert (collège départemental)
- Jean d'Albignac (collège départemental)

## Première Restauration
La législature se déroule du 4 juin 1814 au 20 mars 1815.
- Louis Rioult de Neuville
- Laurent Demortreux
- Guillaume Darthenay
- Claude Lalouette

## Premier Empire(1804-1814)

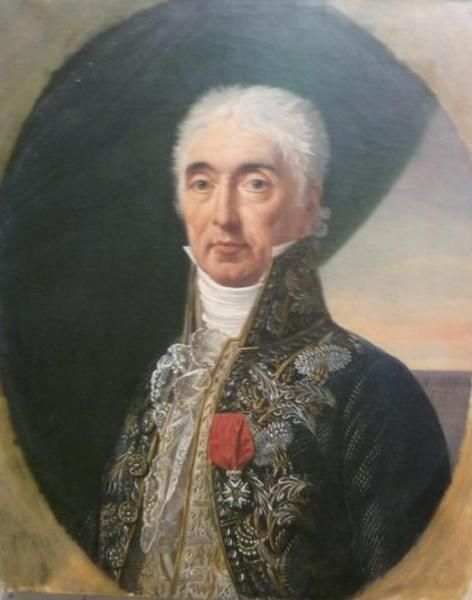
Portrait de M. d'Arthenay, député du Calvados, en costume officiel, Robert Lefèvre, 1813, musée des beaux-arts de Rouen.

- Louis Rioult de Neuville (1811-1814)
- Jean-Baptiste Daigremont Saint-Manvieux (1805-1814)
- Laurent Demortreux (1805-1814)
- Pierre Lévêque (1804-1806)
- Guillaume Dartenay (1805-1814)
- Germain Duboscq (1804-1807)
- Michel-Augustin Thouret (1807-1810)
- Claude Lalouette (1811-1814)
- Joachim Lemoine (1804-1806)
- François Letellier (1805-1810)
- Pierre Chatry-Lafosse (1804-1806)

## Consulat(1799-1804)
- Pierre Chatry-Lafosse (1799-1804)
- Pierre Lenormand (1799-1802)
- Gabriel Moulland (1799-1802)
- Pierre Lévêque (1799-1804)
- Germain Duboscq (1799-1804)
- Joachim Lemoine (1799-1804)

## Révolution française

### Conseil des Cinq-Cents
La législature dure du 27 octobre 1795 au 26 décembre 1799.
- Pierre Gauthier (1795-1799)
- Gabriel Moisson de Vaux (1797-1799)
- Thomas Jouenne-Longchamp (1795-1799)
- François Leboucher des Longpares (1795-1799)
- Jean-François Philippe-Delleville (1795-1798)
- Louis-Philippe Dumont de la Rochelle (1795-1798)
- Pierre Henry-Larivière (1795-1797)
- Pierre Lenormand (1798-1799)
- Louis-Gustave Doulcet de Pontécoulant (1795-1798)
- Louis-Thibaut Dubois-Dubais (1795-1799)
- Jean-Baptiste Legoupil-Duclos (1798-1799)
- Alexandre Legot (1795-1799)
- Charles Dugua (1798-1799)
- Charles Ambroise Bertrand de La Hosdinière (1795-1799)
- Germain Duboscq (1798-1799)
- Pierre Regnée (1799)

### Convention nationale
La législature débute le 21 septembre 1792 et prend fin le 26 octobre 1795.
13 députés et 5 suppléants :

#### Députés
- Claude Fauchet, évêque du département, ancien député à la Législative. Est condamné à mort le 9 brumaire an II (30 octobre 1793), et est remplacé par Lemoine le 9 pluviôse an II (28 janvier 1794).
- Louis Dubois du Bais, ancien député à la Législative.
- Jean-Baptiste Lomont, ancien député à la Législative, administrateur du département. Est décrété d'arrestation le 30 vendémiaire an II (21 octobre 1793), puis remis en liberté.
- Pierre Henry-Larivière , ancien député à la Législative, homme de loi à Falaise. Est décrété d'arrestation le 2 juin 1793, se sauve, est remplacé par Pierre Cosnard le 11 août 1793, est rappelé le 18 ventôse an III (8 mars 1795) et, à partir de cette date, siège en même temps que son suppléant.
- Pierre-Louis Bonnet de Mautry, maire de Caen, ancien député à la Législative.
- Louis-Alexandre-Jacques Vardon, administrateur du département, ancien député à la Législative
- Louis Gustave Le Doulcet de Pontécoulant, président du département.
- Jacques Taveau, administrateur du département.
- Thomas Jouenne-Longchamp, officier municipal à Lisieux.
- Louis-Philippe Dumont de la Rochelle, membre du directoire du département.
- Gabriel de Cussy, ancien Constituant, ancien directeur de la monnaie de Caen. Est mis hors la loi le 28 juillet 1793, est exécuté le 25 brumaire an II (15 novembre 1793) et est remplacé par Pierre-Jacques-Samuel Chatry-Lafosse.
- Alexandre Legot, chef de légion à Falaise.
- Jean-François Philippe-Delleville, président du tribunal de Bayeux. Est exclu après le 31 mai 1793 ; est rappelé le 18 frimaire an III (8 décembre 1794).

#### Suppléants
- Pierre Chatry-Lafosse aîné. Remplace Gabriel de Cussy. Est arrêté après la journée du 12 germinal an III (1er avril 1795).
- Pierre Cosnard. Remplace  Pierre Henry-Larivière  le 11 août 1793.
- Joachim Lemoine. Remplace  Claude Fauchet  le 9 pluviôse an II (28 janvier 1794).
- François Lomont, juge de paix du canton de Hottot. N'a pas siégé.
- Charles-François Blaschet, maire de Falaise. N'a pas siégé.

### Assemblée législative
La législature débute le 1er octobre 1791 et prend fin le 20 septembre 1792.
13 députés et 5 suppléants.

#### Députés
- Fauchet (Claude), évêque du département.
- Louis Dubois du Bais, chevalier de Saint-Louis, administrateur du département.
- François Leroy, homme de loi, maire de Lisieux.
- Pierre Henry-Larivière, homme de loi, substitut du procureur de la commune de Falais.
- Louis Boutry du Manoir, commissaire du roi à Vire.
- Jean-Baptiste Lomont, administrateur du département à Caen.
- Jean-Baptiste Avelines, administrateur du directoire du département.
- Pierre Bonnet de Mautry, chevalier de Saint-Louis, maire de Caen.
- Louis Anseaume, homme de loi, administrateur du département.
- Louis-Alexandre-Jacques Vardon, administrateur du département.
- René Castel, procureur-syndic du district de Vire.
- Louis Bretocq, cultivateur à Saint-Étienne-Latillaye, administrateur du district de Pont-l'Evêque.
- Jean-François Leroy, homme de loi, administrateur du district de Bayeux.

#### Suppléants
- Thomas Violette, cultivateur, administrateur du district de Caen, domicilié à Lasson.
- Ganel, négociant et administrateur du district de Lisieux.
- Louis Le Doulcet de Pontécoulant, administrateur du département à Pontécoulant.
- Marc Antoine Morell-D'Aubigny, commandant de la garde nationale à Falaise.
- Pierre Guillaume Piquefeu de Bermont, négociant à Honfleur.

### Assemblée nationale constituante
Le Calvados est représenté par 12 députés : 6 du tiers état, 3 du clergé et 3 de la noblesse. La législature débute le 17 juin 1789 et prend fin le 30 septembre 1791.
- Gabriel de Cussy (tiers état)
- Pierre Flaust (tiers état)
- Jean-Baptiste Delauney (tiers état)
- Jacques-Guillaume Poulain de Beauchène (tiers état)
- Michel-Louis Lamy dit l'aîné (tiers état)
- Michel-Louis-François Pain (tiers état)
- Joseph-Étienne-Benoît Lefrançois  (clergé)
- Pierre Lévêque (clergé)
- François Le Tellier (clergé)
- Marie-François-Henri de Franquetot, duc de Coigny (noblesse)
- Louis-Marie, comte de Vassy (noblesse)
- Félix-Louis, baron de Wimpffen (noblesse)